# Kąty (powiat ciechanowski)
Kąty – wieś sołecka w Polsce położona w województwie mazowieckim, w powiecie ciechanowskim, w gminie Opinogóra Górna.
Wieś wzmiankowana w 1401 r., pierwotnie własność szlachecka, od 1421 r. - książęca, a po 1526 r. - królewska. Należała do starostwa ciechanowskiego w 1617 roku. Od 1844 r. wchodziła w skład ordynacji opinogórskiej Krasińskich. Miejscowość administracyjnie należała do powiatu ciechanowskiego (od 1867 r.),  w latach 1975–1998 - do województwa ciechanowskiego, a od 1999 r. ponownie do powiatu ciechanowskiego.
W Kątach urodził się i mieszkał Roman Konwerski, bohater wydarzeń z 17 grudnia 1942 r. na ciechanowskim zamku.